# A mentalista
A mentalista (The Mentalist) amerikai krimisorozat, mely 2008. szeptember 23-án indult a CBS csatornán. Magyarországon 2009 februárjában mutatta be az RTL Klub.
A sorozat Patrick Jane (Simon Baker) életét követi nyomon, aki független tanácsadóként dolgozik a CBI (California Bureau of Investigation) sacramentói irodájában, Kalifornia államban. Jane figyelemreméltó eredményeket ér el azzal, hogy különösen fejlett megfigyelőképességére hagyatkozva bűnügyeket old meg.
„Mentalista: személy, aki a mentális erő, a hipnózis és/vagy a szuggesztió hatalmával él. A gondolatok és viselkedések befolyásolásának mestere.”

## Szereplők
| Szereplő            | Szereplő              | Évad    | Színész             | Magyar hang    |
| ------------------- | --------------------- | ------- | ------------------- | -------------- |
| Patrick Jane        | mentalista, tanácsadó | 1–7     | Simon Baker         | Lux Ádám       |
| Teresa Lisbon       | CBI-ügynök            | 1–7     | Robin Tunney        | Ruttkay Laura  |
| Kimball Cho         | CBI-ügynök            | 1–7     | Tim Kang            | Dolmány Attila |
| Wayne Rigsby        | CBI-ügynök            | 1–6, 7  | Owain Yeoman        | Hajdu Steve    |
| Grace Van Pelt      | CBI-ügynök            | 1–6, 7  | Amanda Righetti     | Huszárik Kata  |
| Virgil Minelli      | CBI-ügynök            | 1-3, 5  | Gregory Itzin       | Kajtár Róbert  |
| Madeleine Hightower | CBI-ügynök            | 2, 3, 6 | Aunjaune Ellis      | Bertalan Ágnes |
| Sam Bosco           | CBI-ügynök            | 2       | Terry Kinney        | Jakab Csaba    |
| Craig O'Laughlin    | FBI-ügynök            | 3, 4    | Eric Winter         | Csőre Gábor    |
| J. J. Laroche       | CBI-ügynök            | 3-6     | Pruitt Taylor Vince | Rajhona Ádám   |
| Gale Bertram        | CBI-ügynök            | 3–6     | Michael Gaston      | Barbinek Péter |
| Kristina Frye       | látnok, tanácsadó     | 1–3     | Leslie Hope         | Fehér Anna     |
| Kristina Frye       | látnok, tanácsadó     | 1–3     | Leslie Hope         | Orosz Anna     |
| Timothy Carter      |                       | 3       | Bradley Whitford    | Kerekes József |
| Red John            | sorozatgyilkos        | 1-6     | Xander Berkeley     | Holl Nándor    |
| Red John            | sorozatgyilkos        | 1-6     | Simon Baker (hang)  | Végh Péter     |
| Marcus Pike ügynök  |                       | 6,7     | Pedro Pascal        | Tóth Roland    |

### Főszereplők
- Patrick Jane (Simon Baker)

A főszereplő. A mentalista. Fiatalabb korában az Egyesült Államokat járta édesapjával egy utazó cirkusz tagjaként, ahol hamar híressé vált kiváló megfigyelő, látszólag gondolatolvasó képessége miatt. A cirkuszban ismerte meg feleségét. Mindketten ki akartak szállni a cirkusz világából, nem sokkal később összeházasodtak és megszületett a kislányuk. Egy alkalommal a rendőrség a segítségét kérte Red John, a sorozatgyilkos felkutatásában. Elkövette azt a hibát, hogy nyilvánosan beszélt a nyomozásról, ezért feleségét és lányát Red John megölte. Élete értelmét elvesztett, meghasonlott személyíséggé válva tanácsadó lett a CBI-nál. Látszólag megmagyarázhatatlan látnoki képességekkel oldja meg a bűnügyeket, valójában csak kiváló megfigyelő képességét és pszichológiai tehetségét használja. Sokszor hágja át a szabályokat és csalja pszichológiai csapdába a bűnözőket. Legfőbb célja a családját kivégző Red John elfogása. Gyakori mondása: "Red John az enyém!" Állandóan teázik, bárhol is legyen, kedvence a zöld citromos.
- Teresa Lisbon (Robin Tunney)

Édesanyját egy autóbalesetben veszítette el. Édesapja ezek után alkoholistává vált, ezért ő vigyázott a három öccsére. Miután a CBI-hoz került, Sam Bosco lett a főnöke, később viszont saját csapatot kapott, aminek ő az irányítója. Mindig a szabályok szerint próbál meg eljárni, de Patrick gyakran a tudta nélkül cselekszik. Eleinte ez nem tetszik neki, de később rájön, hogy Patrick ezzel csak segít az ügyben. Sokszor a szabályokat tekinti a legelsőnek, amivel néha a nyomozás menetét lassítja, ami miatt a csapat néha a háta mögött dolgozik. Sam Boscoval nagyon jó kapcsolatot ápolt.
- Kimball Cho (Tim Kang)

Egy gettóban nőtt fel. Tagja volt a helyi Playboy-bandának. Autólopásban és több bűnözésben vett részt, aminek hatására javítóintézetbe is került. A CBI-nál ő és Rigsby kiváló párost alkotnak. Fontosak neki a szabályok, de elsőnek a gyanúsítottak elfogását tekinti, ezért többnyire ő van benn legelőször Patrick kis cseleiben. A barátaiért és a családjáért bármit megtenne. Minden kihallgatásnál ott van, hogy rendet teremtsen és mindent kihúzzon a gyanúsítottból. Senki nem menekült még előle. Rengeteget olvas.
- Wayne Rigsby (Owain Yeoman)

A parancsokat egyből teljesíti. Minden szobába ő megy be először. Szerelmes Van Peltbe, de sokáig nem meri neki elmondani. Mikor Lisbon rájött a Van Pelttel folytatott kapcsolatára, majdnem áthelyezték, de végül ezt megúszta. Az új főnök megérkezésekor viszont Van Pelt szakít vele. Általában Choval dolgozik együtt. Állandóan az evésen jár az esze.  
- Grace Van Pelt (Amanda Righetti)

Egy farmon nőtt fel. Imádja a lovakat. Ő a kezdő a csapatban, de hamar sikerült beilleszkednie. Egy "titkos" kapcsolatban van Wayne Rigsbyvel, de ezt a kapcsolatot csak Lisbon nem tudta. Mikor erre a kapcsolatra fény derült, Lisbon hosszú gondolkozás után szigorú szabályok mellett engedte a kapcsolat folytatását. Hightower megérkezésekor Rigsby felajánlja neki, hogy ő szívesen áthelyezteti magát San Franciscóba, de Grace-nek fontosabb a munka, ezért szakít Rigsbyvel. Van Peltet ritkán viszik házkutatásokra, inkább az irodából segít a többieknek. Az egész csapatot a családjának tekinti.

### Mellékszereplők
|  | Alább a cselekmény részletei következnek! |

- Virgil Minelli (Gregory Itzin)

A csapat főnöke. Nem szíveli Patrick ügyeit, mert azok sokszor szabályellenesek. Miután Red John megöleti Sam Boscot és csapatát, nyugdíjba vonul, mert nem bírja elviselni, hogy ennyi év után egyszerre négy ügynököt elveszített, ezért inkább horgászni jár.
- Madeleine Hightower (Aunjanue Ellis)

Minelli nyugdíjba vonulása után ő lesz az új főnök. Jó barátja Patricknek, de Lisbon nem nagyon kedveli őt, valószínűleg ő sem tudja, hogy miért. Rigsbynek és Grace-nek miatta kellett szakítaniuk. Van két kis gyereke, de a házassága már nem működik jól. Megvádolják, hogy ő ölte meg a rendőrgyilkost, ezért menekülnie kell. A harmadik évad végén tisztázza magát.
- Sam Bosco (Terry Kinney)

Régen Lisbon főnöke is volt. Egy másik CBI-csoport vezetője. Szokása egy ügy lezárása után a tequilázás. Eleinte nem szíveli Patrick viselkedését. A titkárnője végez vele és csapatával Red John kérésére. Halálos ágyán szerelmet vall Lisbonnak.
- Craig O'Laughlin (Eric Winter)

FBI-ügynök. Sokszor segít az ügyek megoldásában a CBI-nak. Van Pelt és Rigsby szakítása után kapcsolata lesz Grace-szel, akivel már a házasságot is tervezik. Kiderül, ő Red John belső embere, ezért Hightower és Van Pelt lelövi.
- J. J. Laroche (Pruitt Taylor Vince)

A CBI-ügynökök ellen zajló belső nyomozások vezetője. A rendőrgyilkos gyilkosát nyomozza hónapokon keresztül. Hightowert gyanúsítja. Hightower eltűnése után a csapat főnöke lesz, de nem marad sokéig, mert a harmadik évad végén elmegy.
- Red John (Xander Berkeley)

Sorozatgyilkos. Pályafutása 1998-ban kezdődött. Rengeteg befolyásos ismerőse van. Általában nőket kínoz meg, majd a vérükkel egy mosolygós arcot rajzol a falra. Miután Patrick a nyilvánosság előtt beszél róla, megöli annak feleségét és kislányát. "Tisztelt Mr. Jane. Nem szeretem, ha a médiában rágalmaznak, különösen, ha egy pénzsóvár csaló teszi. Így, ha ön tényleg igazi látnok és nem egy szánalmas féreg, nem nyitja ki ezt az ajtót, hogy megtudja mit tettem a családjával." Patrick feleségét azzal "tüntette ki", hogy a lábkörmét kifestette a vérével. A második évad végén maszkban jelenik meg Patrick előtt, s William Blake verséből idéz.
 "Tigris, tigris, csóva fény
éjszakának erdején,
 mily kéz adta teneked
 szörnyű és szép termeted?"
 Körülbelül 30 emberrel végzett.
- Timothy Carter (ál-Red John) (Bradley Whitford)

Patrick a harmadik évad utolsó epizódjában (Eper és vér, 2. rész) találkozik vele. Azt mondja, hogy ő Red John, s, bár kétkedik, Patrick elhiszi, és lelövi őt, mondván, olyan dolgokat tudott, melyeket csak Red John ismerhetett. Mindenki azt hiszi, hogy Red John halott, és Patrick is ebben a hitben van, amíg ki nem derül, hogy a halála után egy felbérelt biztonsági őr ellopta a fegyverét és a mobilját. A kérdés az, hogy ha Red John halott, miért próbálják elrejteni a bizonyítékot. Az i-re azonban akkor kerül fel a pont, amikor (a valódi) Red John egykori szeretője elmondja Jane-nek, hogy ő sosem találkozott ezzel az emberrel. Carter és felesége egy lányt tartottak fogva, azonban Patrick elfogta a nőt. A negyedik évad második epizódjában Lisbon próbál beszélni vele, azonban öngyilkos lett.
- Luther Wainwright (Michael Rady)

A negyedik évad elején érkezett a fekete hajú, kissé arrogáns és fiatal korának hála rugalmas főnök. Bár, mint minden főnöknek, neki is megvannak a problémái a csapattal, viszonylag jóban van velük. A mentalista is úgy gondolja, hogy jó csapat lesznek együtt.
- Brett Partridge (Jack Plotnick)

Brett Partridge törvényszéki szakértő, a Red John ügy megszállottja. Az első epizódban ő a helyszínelő srác a gyilkosságnál. Feltűnik még a második évad végén, valamint az ötödik évad közben is. Visszatér a hatodik évad első részében (The Desert Rose).
- Bob Kirkland (Kevin Corrigan)

Bob Kirkland az ötödik évadban feltűnő nemzetbiztonsági ügynök. Foglalkozik a Red John-üggyel, elrabolja az anyagot, amit Patrick állít össze Red Johnról. Kirkland kezet fog Patrickkel, majd amikor Jane megkérdezi, hogy ismerik-e egymást, annyit válaszol, hogy: "Csak én magát." Valószínűleg Red Johnnak dolgozik, vagy maga Red John.
- Gale Bertram (Michael Gaston)

A 3. évadban lesz a CBI új igazgatója. Kiderül, hogy William Blake az egyik kedvenc költője.
- Marcus Pike ügynök (Pedro Pascal)

A hatodik évadban az FBI ügynöke, aki összejön Lisbonnal, és később el is jegyzi a nőt.

## Cselekmény

### Első évad
Rögtön az évad elején megismerkedhetünk a Red John-üggyel. Az évad folyamán egyszer közel kerülnek Red Johnhoz, a "Vörös barát" című epizódban. Az évad végén láthatjuk Red John árnyékát, amint sietve elhagyja a házat, amelybe Patrick belépett.

### Második évad
A második évadban Sam Bosco ügynök veszi át a Red John ügyet, aki nem hajlandó beavatni Patricket. Az évad folyamán Boscó csapatát kivégzik, így megint Lisbonnál és csapatánál van az ügy. Az évad végén Patrick személyesen is találkozik Red Johnnal, az évad befejező részében: "Red John visszatér".

### Harmadik évad
A harmadik évadban kiderül, hogy Red Johnnak van egy beépített embere az ügynökségen belül. Patrick megszerzi a listát, majd eljut Craig O'Laughlinhoz, onnan pedig Timothy Carterhez. Miután azt hiszi, hogy a férfi Red John, Jane végez vele, és az évad végén lecsukják.

### Negyedik évad
Patrick meggyőzi az esküdteket, hogy akit megölt, az Red John volt, holott tudja, hogy a sorozatgyilkos még él. Sokáig ezt csak Jane és Lisbon tudja. A "Vörös köd" című epizódban Patrick idegösszeroppanást színlelve elhagyja a CBI-t. Az évadzáró "Játék a tűzben"-ben, fél évvel azután, hogy kirúgták, Red John felkeresi a Las Vegasban élő Jane-t, és baráti jobbot kínál. Ezúttal csak egy hajszálon múlik, azonban Red John helyett a CBI főnöke, Luther Wainwright hal meg. Az iroda letartóztatja Lorelei Martinst, remélve, hogy beszélni fog.

### Ötödik évad
Az ötödik évadban az FBI nem hajlandó kiadni Loreleit, ezért Patricknek meg kell szöktetnie, Bret Stiles segítségével. Lorelei véletlenül kifecsegi, hogy Jane már találkozott, sőt, kezet fogott Red Johnnal. Patrick összeállít egy listát azokról, akikkel kezet fogott, mióta a családja meghalt. Az évad befejező részében ("Red John's Rules") leszűkíti a gyanúsítottak listáját hétre, amikor Red John újra lecsap valakire Jane múltjából, akiről a férfi sohasem beszélt. Az epizód végén Red John egy DVD-t küld Patricknek, amelyből kiderül, hogy Red John is tudja a hét férfinak a nevét a listáról. Továbbá megüzeni Jane-nek, hogy újra gyilkolni fog, amíg egyikük el nem fogja a másikukat.

### Hatodik évad
A sorozat hatodik évada 2013. szeptember 29-én kezdődött az USA-ban, és várhatóan 22 részes lesz. Bruno Heller és Amanda Righetti továbbá elmondta, hogy ebben az évadban el fogják kapni Red Johnt. Amanda Righetti és Owain Yeoman valószínűleg távozni fog a sorozatból, de több mint 12 epizódra leszerződtek. A történetben Van Pelt és Rigsby összeházasodnak. Az évad 8. része a "Red John" címet kapta amiben kiderül RJ személyazonossága és halálára is sor kerül, a 9. részt pedig Simon Baker rendezte. Red John halála után az FBI keresi Jane-t, aki ezért elhagyja az országot. Két évvel később egy különleges alku keretén belül Patrick visszatér az Államokba, majd hosszú idő után az FBI austini irodájának tanácsadója lesz (Lisbon visszatérése az egyik feltétele). Van Pelt és Rigsby már nem dolgozik a bűnüldözésben, külön céget indítanak, míg Cho az FBI ügynöke lett. Vajon elmúlik a Red John utáni trauma? Lisbon ügynököt felkeresi egy régi kolléga Osvaldo Ardiles aki segítséget kér tőle, mert állítása szerint a telefonját lehallgatják. Újra összeáll a régi CBI-csapat; akiket szintén megfigyelnek. J. J. LaRoche ügynök segít a csapatnak, de a nyomozás során életét veszti, mint ahogy Ardiles ügynök is. Az első számú gyanúsított Richard Haibach. Van Peltet elrabolja. Wayne megöli Haibachot. Az ügyet lezárják és minden megy a régi menet szerint.
Az évad későbbi részeiben Lisbon találkozik Marcus Pike ügynökkel, akivel randevúzni kezd. Az ügynök később megkéri Teresa kezét, amit Patrick nem tud feldolgozni. Az évadzáró epizódban Patrick szerelmet vall Teresának, aki szakít Pike-kal, és végül megcsókolják egymást.

### Hetedik évad
A hetedik évad várhatóan a CBS 2015-ös midseason évadjában fog futni, valószínűleg 13 részben zárja le a sorozatot. A hetedik évad forgatása 2014 nyarán elkezdődött.
Patrick és Teresa kapcsolata komolyra fordul,összeköltöznek. Amit nem igazán tudnak rejtegetni az FBI elől. Ebott (Teresa főnöke az FBI-nál) régebben gyilkosságot követett el egy drogkartell ellen, és ezzel egy volt kollégája sakkban tartja. Jane azonban erre is kitalál valamit és megoldják az ügyet. Az utolsó 3 részben egy sorozatgyilkos emberekre vadászik és leszívja a vérüket. Ezt azért teszi, hogy halott apjának szellemét a földön tartsa. Hisz a médiumokban és Jane vállalja, hogy megint eljátssza a látnok szerepét, azonban ezt a TV-ben kell híresztelnie, hogy a gyilkos figyelmét felkeltse (felesége halála előtt is ezt csinálta, ezért halt meg a felesége és a gyereke). Jane-t elrabolja a gyilkos, ám egy csellel sikerül felrobbantani, azonban kiderül, hogy nem halt meg. A kiszabadulás után Jane megkéri Teresa kezét és meg is akarják tartani az esküvőt. Ám mielőtt megtartanák egy csellel sikerül letartóztatni a gyilkost és összeházasodnak. A sorozat úgy zárul, hogy Lisbon elmondja Jane-nekː terhes.

## Nézettség
2010-ben Magyarország legnézettebb sorozata volt a 18–49 évesek körében, a teljes lakosság körében pedig a második legnézettebb, csak a Cobra 11 című sorozat előzte meg.